# Cephalothecaceae
Cephalothecaceae es una familia de hongos en la clase Sordariomycetes. La familia fue circumscripta en 1917 por el naturalista austríaco Franz Xaver Rudolf von Höhnel. Las especies en esta familia son saprotróficas, a menudo crecen sobre madera podrida o sobre otros hongos. Se encuentran distribuidas en regiones templadas del norte.